# استالینکا

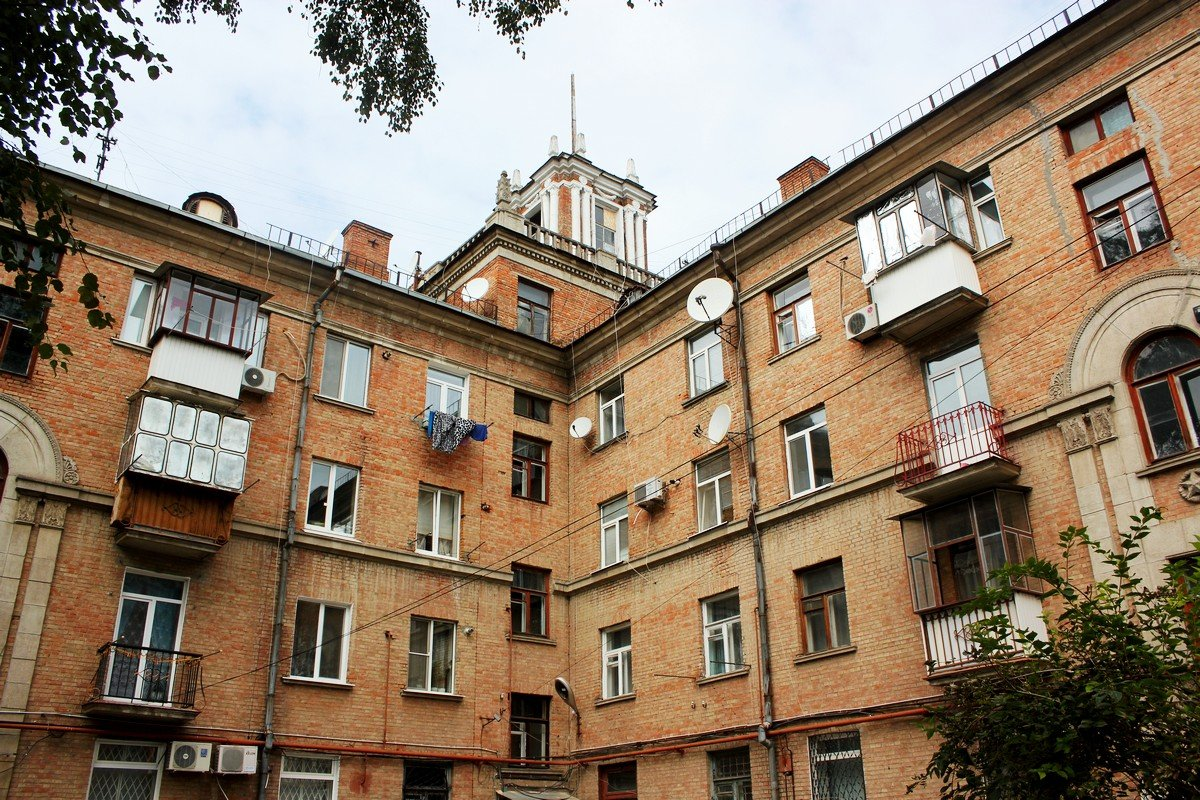
سبک امپراتوری استالین در نیکوپول، اوکراین

استالینکا، ساختمان‌های آپارتمانی استالینیستی یا ساختمان‌های دوران استالین، یک اصطلاح محاوره‌ای رایج برای ساختمان‌های آپارتمانی است که از سال ۱۹۳۳ تا ۱۹۶۱ در اتحاد جماهیر شوروی& عمدتاً در دوران حکومت جوزف استالین، ساخته شدند. آنها عمدتاً به سبک نئوکلاسیک (امپراتوری استالینیستی) ساخته می‌شدند. استالینکاها ساختمان‌های چند آپارتمانی محکم با امکانات کامل، دارای مصالح نسوز و معمولاً حداقل دو طبقه هستند. اصطلاح استالینکا شامل انواع دیگر ساختمان‌های مسکونی دوران استالین، مانند سربازخانه‌ها، خانه‌های آجری بدون امکانات رفاهی، یا خانه‌های تک طبقه یا نیمه مستقل نمی‌شود.

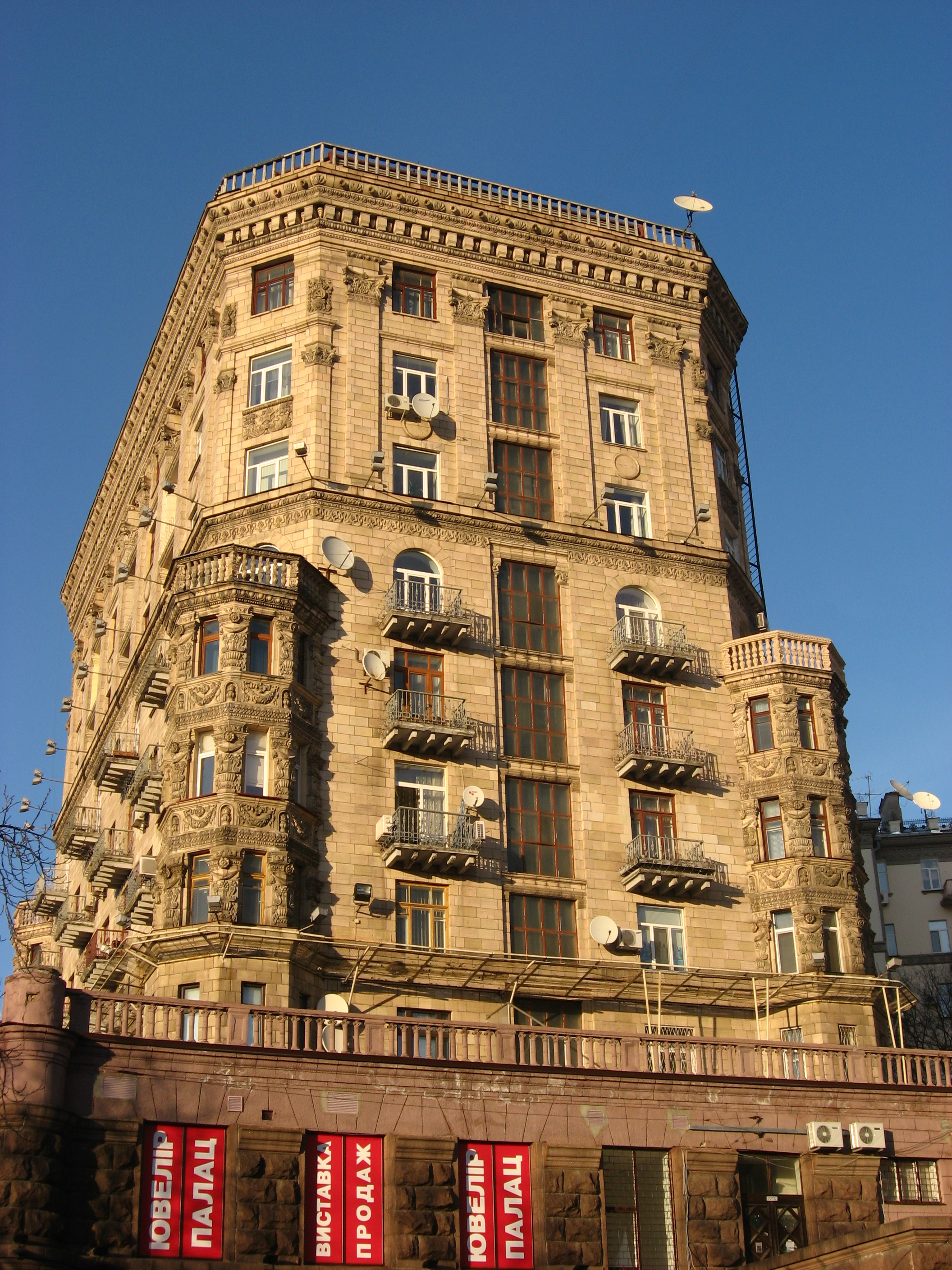
خانه در خیابان Khreshchatyk، کی‌یف

استالینکاها خوش‌ساخت، جادار و باپرستیژ بودند. معمولاً در خیابان‌های مرکزی واقع شده بودند و عمدتاً برای نخبگان شوروی - اعضای حزب، کارگران شوروی، روشنفکران، دانشگاهیان، مقامات نظامی، نویسندگان و بازیگران از سال ۱۹۳۳ تا ۱۹۶۱ ساخته می‌شدند. از آجرهای قرمز یا پنل‌های معدنی با ضخامت (۶۰–۷۰ سانتی‌متر) برای عایق‌بندی استفاده می‌کردند دارای سقف‌های بلند (تا ۴٫۳ متر)، طاقچه‌های جلوی پنجرهٔ پهن و نقشه و چیدمان خوش‌ساخت بودند. اکثر آپارتمان‌ها ۳ تا ۵ اتاق (۵۷ تا ۲۱۰ متر مربع) داشتند، در حالی که واحدهای کوچک‌تر یک اتاقه (۳۲ تا ۵۰ متر مربع) نادر بودند و در نزدیکی ورودی‌ها قرار می‌گرفتند. با گذشت زمان، مسکن استالینیستی به نمادی از جایگاه اجتماعی و کیفیت تبدیل شد و بسیاری از آنها هنوز در شهرهای پساشوروی پابرجا هستند.